# Glenwood Springs
Glenwood Springs – miasto w Stanach Zjednoczonych, w stanie Kolorado, w hrabstwie Garfield.